# LNWR classe Coal Tank
La Classe Coal Tank du London and North Western Railway (LNWR) est un modèle de locomotives à vapeur de disposition d'essieux 031T » (0-6-2T dans la nomenclature britannique) construit de 1881 à 1897. Destinées aux manœuvres, aux marchandises et également capables de remorquer des trains de voyageurs, ces locomotives-tender sont une évolution des « 17-inch Coal Engines » à tender séparé.
Introduites en remplacement des Special Tank de conception plus archaïques, elles connaissent pour certaines une longue carrière commerciale durant jusqu'en 1958, passant par le London, Midland and Scottish Railway (LNWR) puis les British Railways (BR).

## Historique

### Origines
En 1870, le London and North Western met en service une première série de 270 locomotives de manœuvres à trois essieux « Saddle tank » désignées Special Tank. Conçues par l'ingénieur John Ramsbottom (en), elles sont dérivées des locomotives pour trains de marchandises et voyageurs omnibus de la classe DX Goods et doivent répondre au besoin de locomotives puissantes pour les manœuvres dans les gares de triage et l'acheminement de rames lourdes. Bien que leur arrangement général avec des roues de faible diamètre soit un succès, ces locomotives de manœuvres de première génération sont limitées par leur faible capacité en charbon, stocké à même le sol de la cabine de conduite à ciel ouvert, limitant leur rayon d'action.
En 1873, l'ingénieur en chef Francis Webb (en) qui a succédé à Ramsbottom dérive des Special Tank un modèle de locomotive à tender séparé qui combine les cylindres et le diamètre des roues des Special Tank avec une chaudière encore plus puissante. Les 499 locomotives de cette nouvelle série sont désignées 17-inch Coal Engines (17 pouces se rapportant au diamètre des cylindres).

### Mise au point

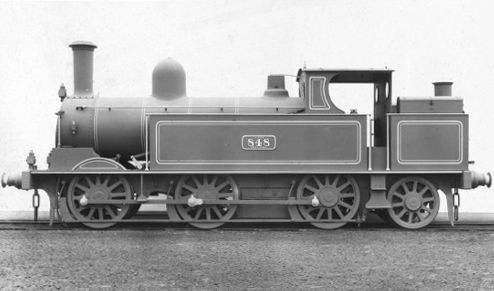
Photographie de constructeur de la 848.

Afin de disposer de locomotives plus puissantes pour le service des manœuvres, qui soient également capables de remorquer des trains locaux, Francis Webb réalise la même démarche que son prédécesseur en partant du modèle pour trains de marchandises le plus avancé ; en 1876, il s'agit des charbonnières à cylindres de 17 pouces.
Reprenant la nouvelle chaudière timbrée à 150 psi (0,97 MPa ou 10,20 atm) — 140 psi pour les chaudières assemblées avant 1890 — ainsi que leurs cylindres, les nouvelles locomotives se distinguent par leurs roues légèrement plus grandes, de 4 pieds 5,5 pouces (1 359 mm) contre 1 295, augmentant la vitesse de ces locomotives bonnes à tout faire. Les réserves de charbon sont désormais contenues dans une soute dédiée, à l'arrière du poste de conduite, ce qui nécessite d'ajouter un essieu porteur à l'arrière. Les réserves d'eau sont disposées dans deux réservoirs rectangulaires posés sur les longerons du châssis de part et d'autre de la chaudière tandis qu'un abri digne de ce nom coiffe la cabine de conduite. Comme les Coal Engines dont elles sont issues, les roues sont assemblées en fonte avec des rayons en profilés en « H ». L'essieu porteur arrière est monté sur une boîte radiale.
Un total de 300 sont assemblées de 1880 à 1897, la plupart avant 1890. Cinquante des locomotives de 1885-1886 étaient d'emblée pourvues du frein à vide pour opérer avec des voitures à voyageurs ; vers 1904, les trois quarts ont également reçu un équipement pour le chauffage des trains.

### Carrière et services effectuées
Affectées à des trains de marchandises locaux et à la remorque de lourds trains de charbon, elles sont redéployées vers les manœuvres lorsqu'il apparait que leurs blocs de freinage en bois actionnés par un levier sont dangereusement inefficaces et peuvent même prendre feu. Des freins métalliques seront plus tard installés sans pour autant être infaillibles.
À partir de 1914, 55 locomotives sont équipées d'une commande mécanique pour la réversibilité par le LNWR et utilisées sur de courts trains de voyageurs avec une voiture-pilote. Le LMS développe son propre système actionné par le vide et (ré)-équipe 65 locomotives de ce système.

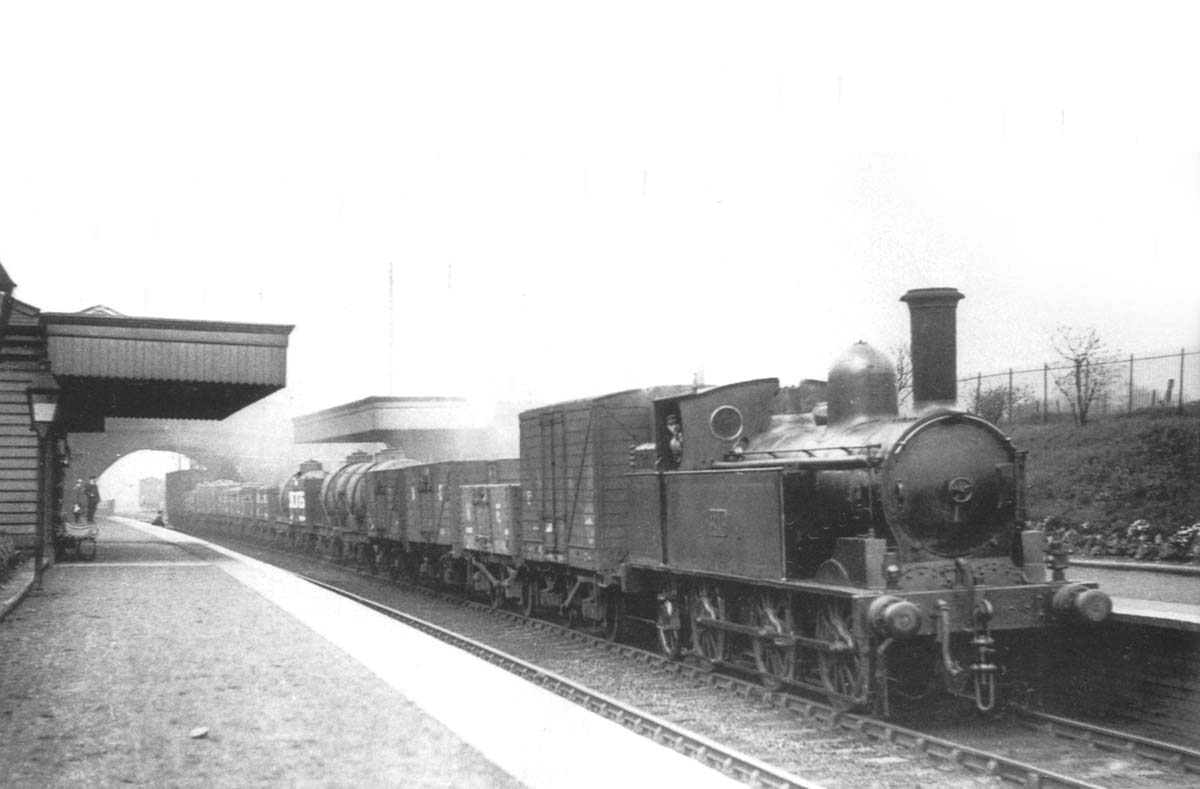
La 3715 du LNWR remorquant un train de fret venant du triage de Bescot.
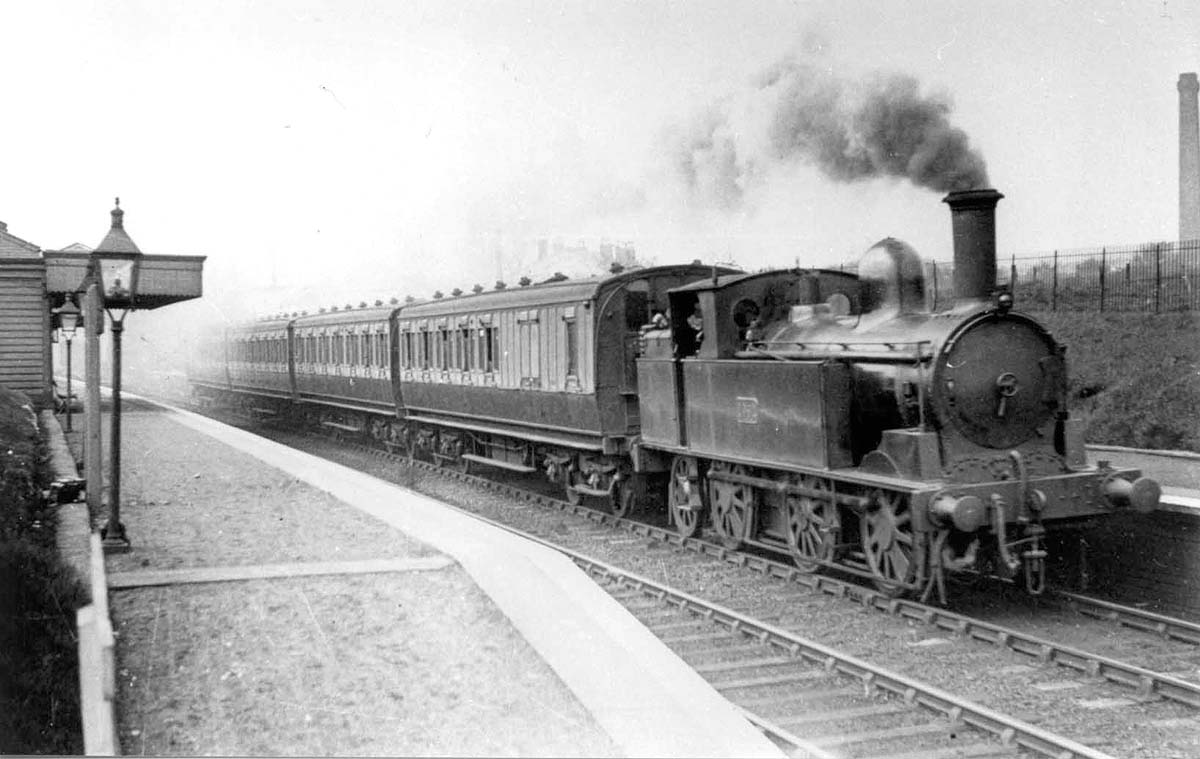
La 1062 en tête d'un train de voyageurs de Walsall à Birmingham.
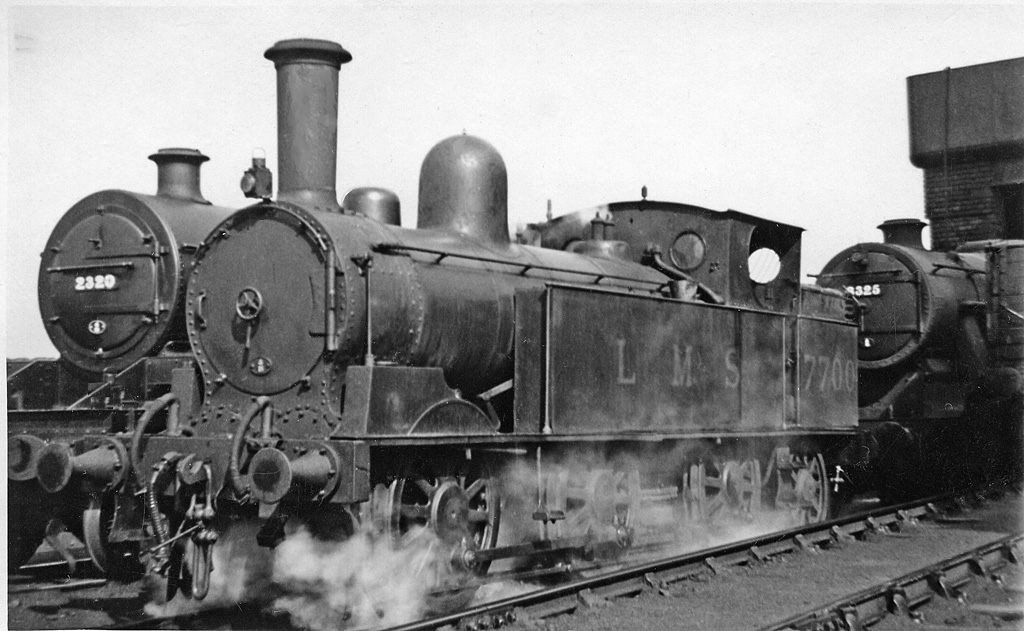
La 7700 du LMS à Swansea (1946).

### Fin de carrière
Plusieurs locomotives sont retirées de la circulation à partir de 1920. À la création du London, Midland and Scottish Railway en 1923, il reste encore 241 Coal Tank à l'inventaire. Numérotées de 7550 à 7841, leur nombre continue à s'éroder. En 1934, les exemplaires subsistants sont renumérotés par l'ajout d'un chiffre 2 devant le matricule d'origine Afin d'éviter un conflit avec de nouvelles machines[réf. souhaitée]. La survenue de la Seconde Guerre mondiale entraîne la réactivation de plusieurs exemplaires radiés.
Une nouvelle numérotation à cinq chiffres est appliquée aux 50 survivantes en 1948, année où est créée la compagnie étatique des British Railways.
Les dernières Coal Tanks utilisées en service réversible le sont en 1951. Celles affectées aux manœuvres disparaissent au plus tard en 1958 ; une partie ayant bénéficié d'un répit en étant prêtées au National Coal Board (en) qui fait face à une pénurie de locomotives dans les années 1950.

### Préservation
La locomotive no 1054 de 1888 est préservée en état de marche par le Keighley & Worth Valley Railway. 250ème Coal Tank produite, elle fait partie des locomotives radiées en 1939 qui ont eu droit à une seconde carrière en raison de la guerre, prolongée par un séjour au National Coal Board. Il s’agit en 2023, de la seule locomotive issue du London & North Western en état de marche.

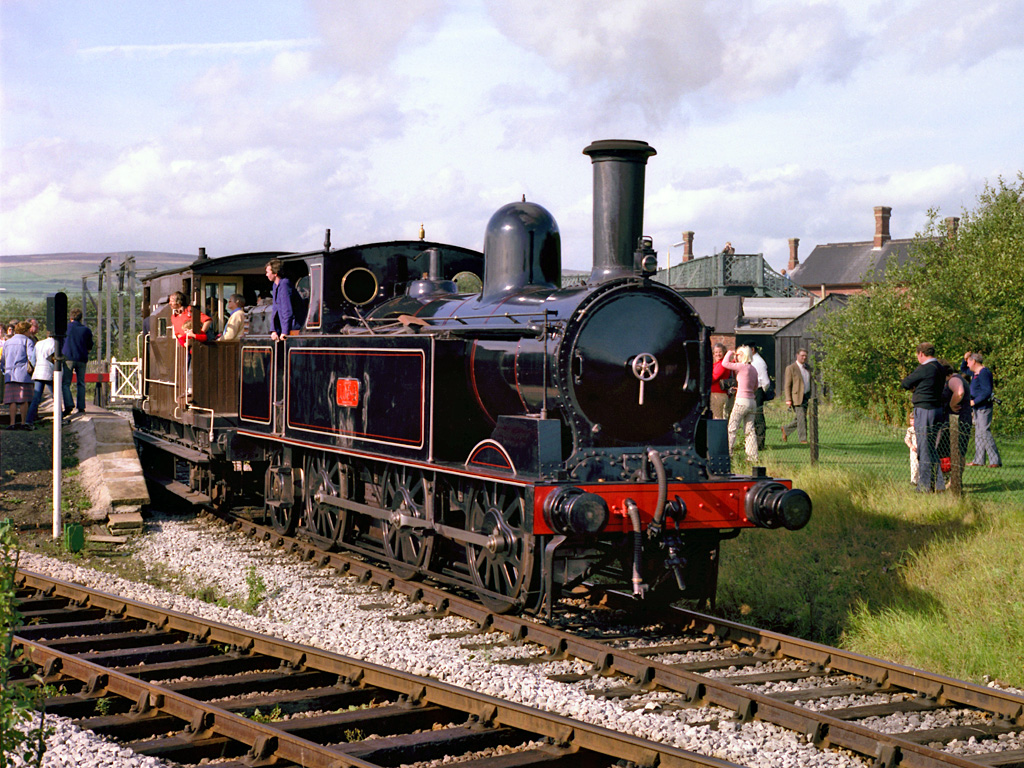
En 1982, dans sa livrée LNWR à filets rouges.
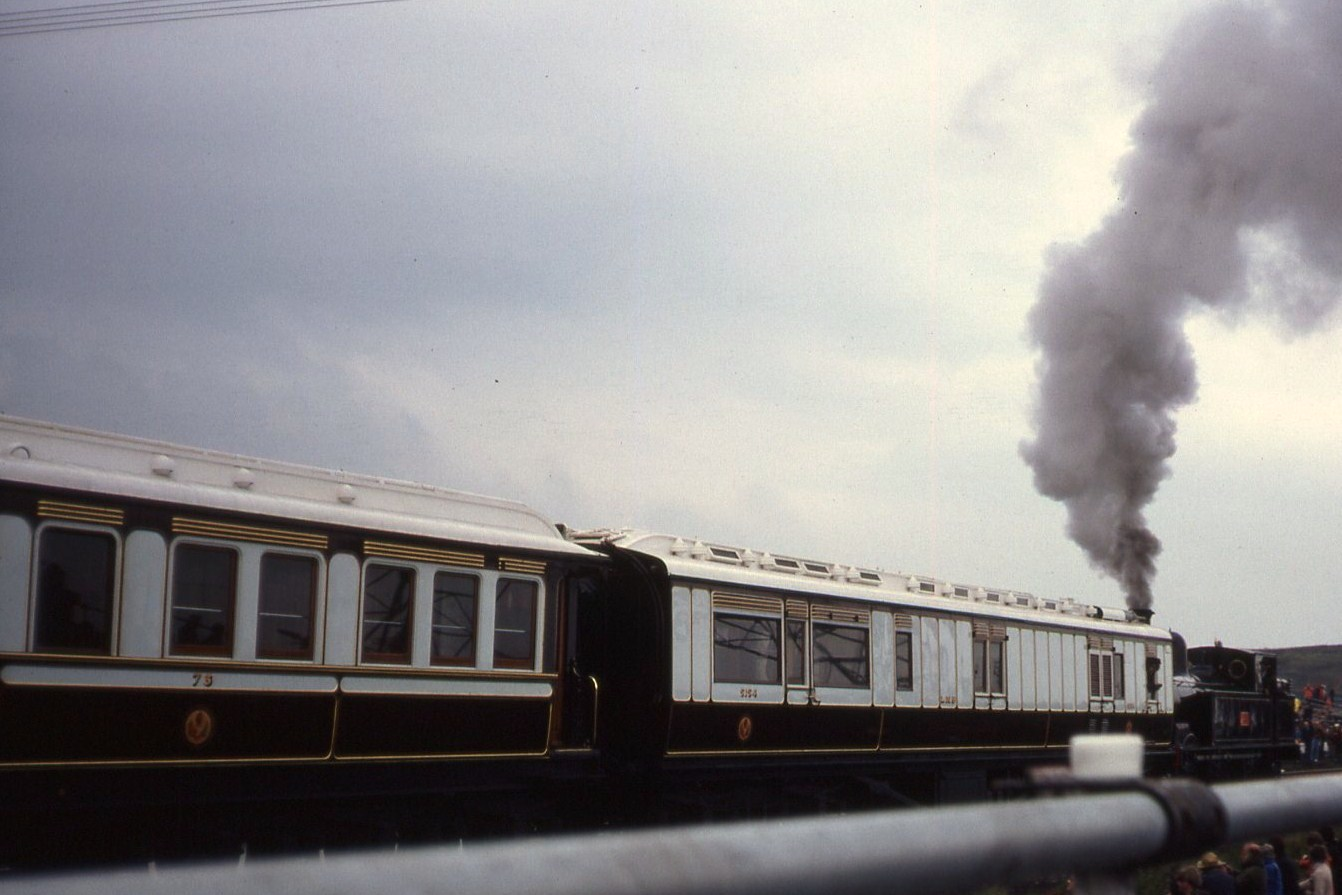
Attelée à deux voitures du LNWR dont une issue du train royal.
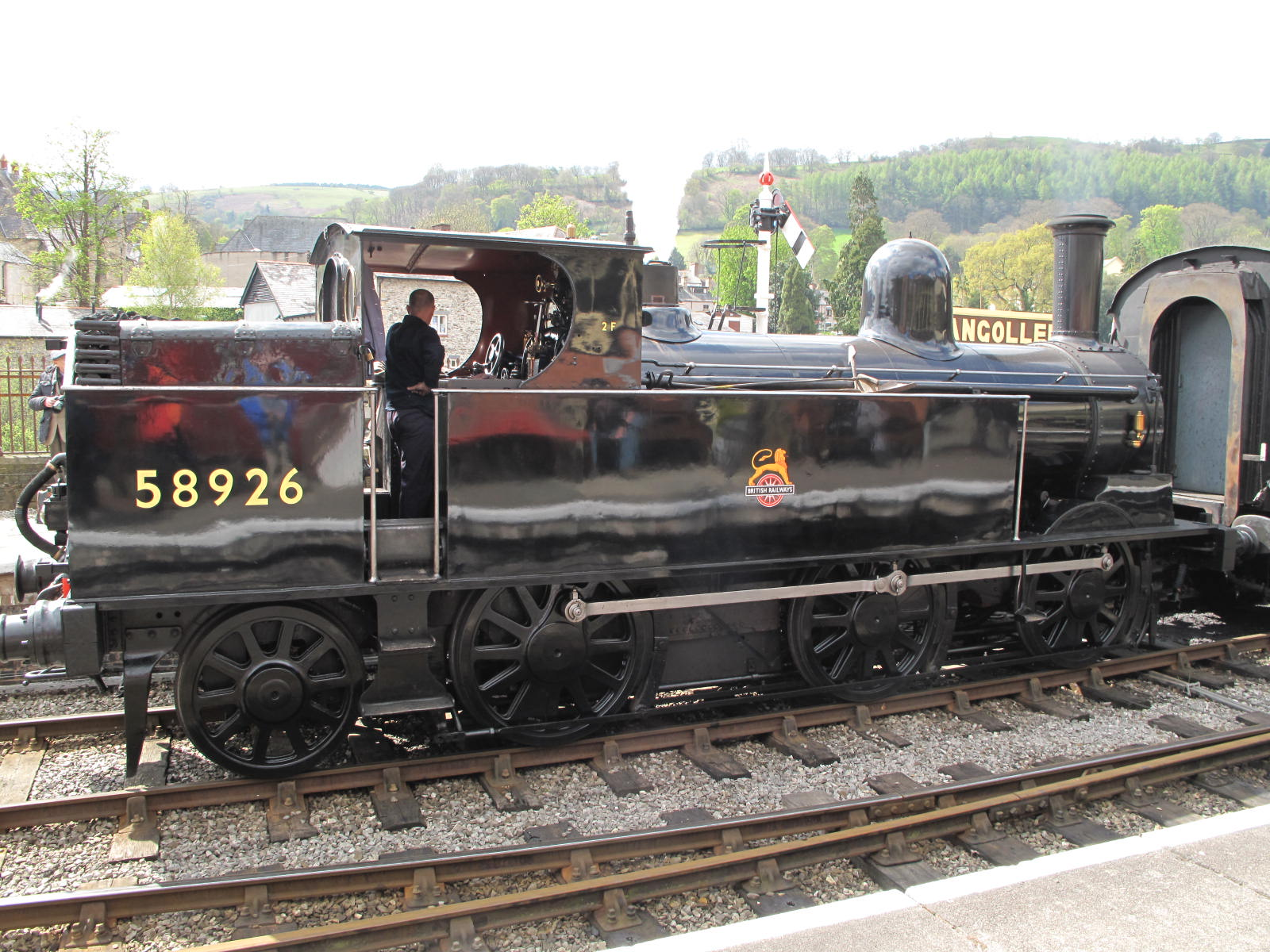
En 2012, portant la livrée des British Railways.
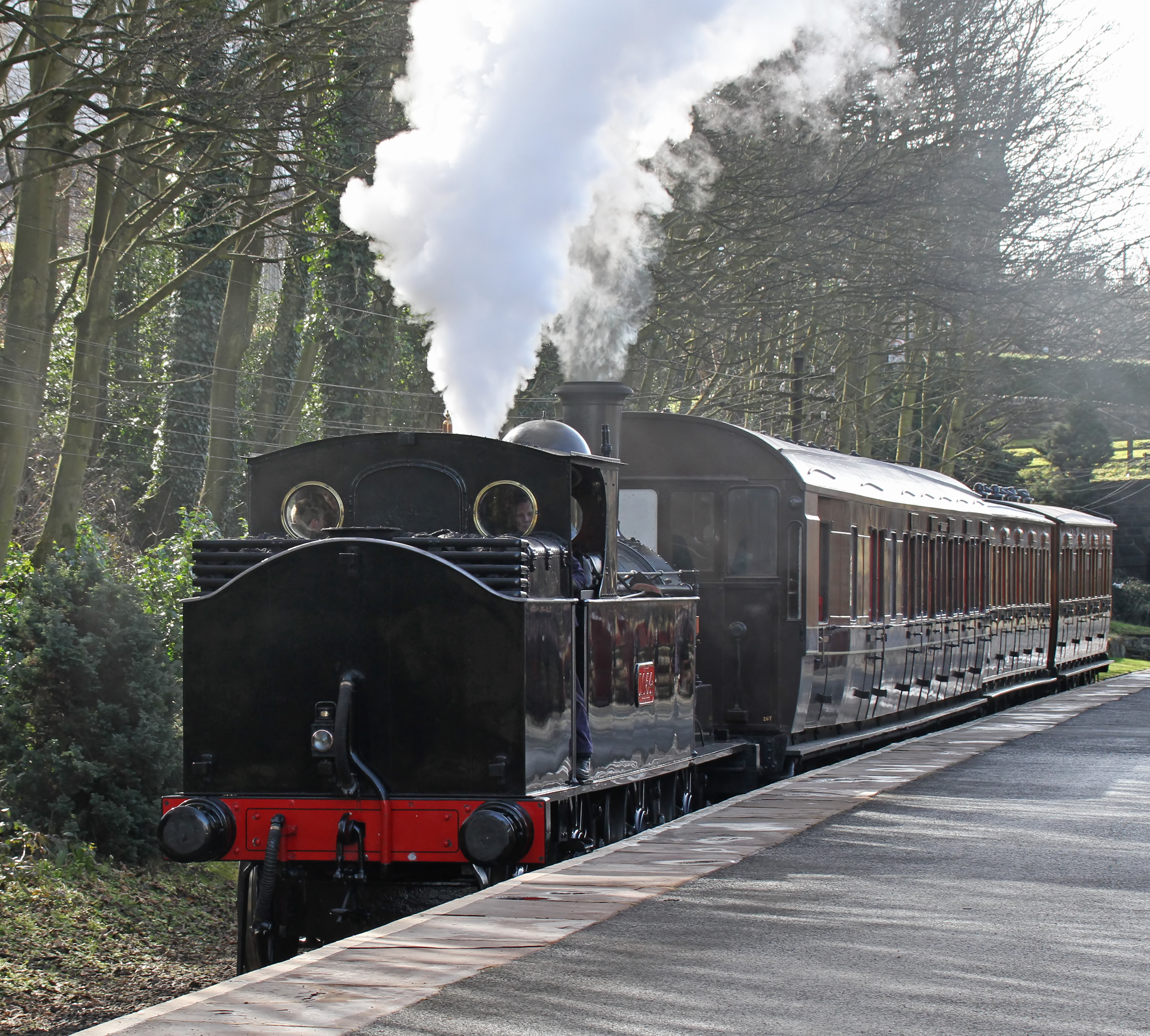
En 2018.